# Skullcandy
Skullcandy (Скалкэнди) — компания-производитель high-end аудиопродукции для любителей экстремальных видов спорта. Основателем компании является Рик Олден. В 2003 году Рик решил создать бренд Skullcandy, впоследствии получивший всемирное признание. Лозунг компании Skullcandy звучит как «Присоединяйся к аудиореволюции». Продукция компании отличается необычным дизайном и множеством цветовых решений.

## История компании
Первым продуктом компании был Skullcandy Portable Link, представленный в 2003 году на международной выставке потребительской электроники в Лас-Вегасе, Невада. Система LINK объединяла наушники с мобильной технологией хэндс-фри, позволяющей пользователям слушать музыку с портативных аудиоустройств, совершая звонки посредством своих мобильных телефонов. В 2003 году Олден продал первые продукты компании Milo Snow & Skate, магазину для активного спорта в штате Юта.
Олден был назван одним из 100 лучших предпринимателей 2008 года по версии vSpring Capital’s и является держателем патента на технологию LINK, интегрирующую мобильные телефоны с музыкальными плеерами.
В декабре 2008 года журналом Fortune компания была названа «крутейшим в мире наушником». В дополнение к этому, компания в 2008 году стала значимой в своём регионе, заняв место в рейтинге Utah Business Fast 50 среди 50 лучших и наиболее инновационных компаний штата. Компания быстро стала третьей по величине продающей наушники на рынке США. В 2005 году её годовые продажи составили 1,3 млн. долл., тогда как в рейтинге 2009 года показала продажи в 100 млн. Как цитировало издание Salt Lake Tribune, президент Skullcandy, Эндрюс, сказал «мы стремимся стать номером 1».
Также в четвёртом финансовом квартале 2008 года Skullcandy финансировалась Goode Partners, частной акционерной нью-йоркской компанией.
28 января 2011 года подала заявку в комиссию по ценным бумагам и биржам на первичное публичное размещение акций. Это заявление было встречено некоторым скептицизмом со стороны финансовой прессы.
Компании установлены срок для IPO до 6 июля 2011 и она рассчитывала привлечь предложений на 150 млн долларов в том же месяце.

## Продукция
Skullcandy получила смешанные отзывы на дизайн своих наушников и общее исполнение.

### Модели наушников

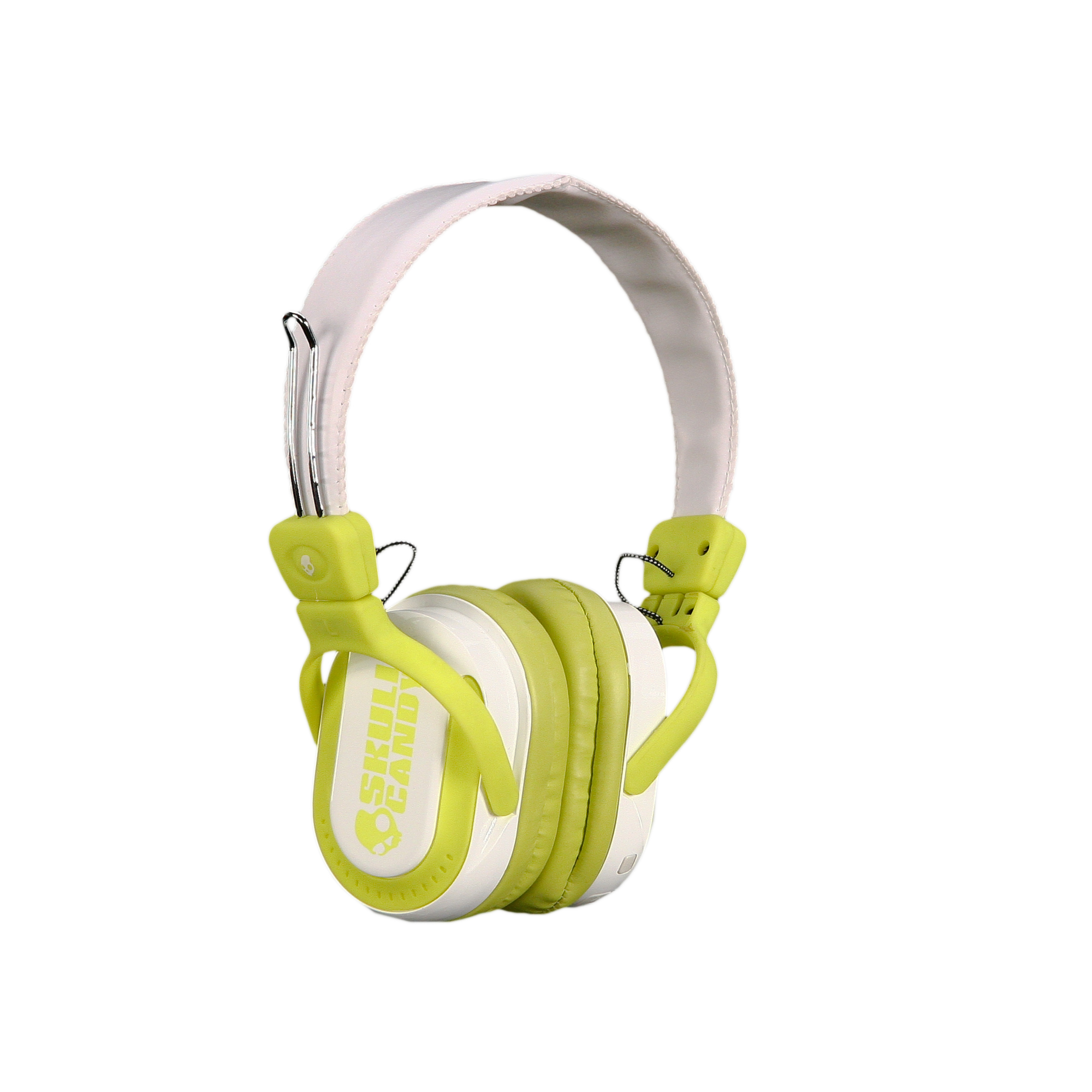
Модель наушников Double Agent.

Модельный ряд постоянно обновляется.
- Закрытые
  - Agent; маленькие накладные наушники, разработанные для осторожной и комфортной эксплуатации. Линейка включает в себя дизайн различных футбольных команд NCAA.
  - Double Agent; модель основана на предыдущей, но поддерживает беспроводную возможность подключения.
  - G.I.; наушники, разработанные для игры на PlayStation 3 и Xbox 360, оснащены микрофоном для игр. Модель можно использовать только для прослушивания музыки, если убрать микрофон.
  - Hesh; большие наушники, с большим числом исполнений дизайна, особенно подходящие для эстрадных исполнителей
  - SK Pro; наушники, разработанные для диджеев и MC.
  - Skullcrushers; компактные, мягкие наушники с функцией встроенного сабвуфера для воспроизведения басов и вибрации.
  - Mix Master; наушники, разработанные специально для диджеев и MCs с функциональной кнопкой мгновенного отключения звука и двойными аудиовходами для каждого динамика наушника.
  - Roc Nation Aviator; наушники, разработанные при участи и для рэпера Jay-Z's звукозаписывающей компанией Roc Nation. Дизайн основан на авиационных солнцезащитных очках, что и дало название модели.
- Открытые
  - Lowrider; маленькие наушники, оформленные в стиле DJ.
  - Icon; сдержанные, недорогие и удобные наушники для приятного прослушивания музыки.
  - Icon 2; наушники, основанные на Icon; тем не менее имеют облегчённый дизайн дуги.
  - UpRock; недорогие наушники для комфортного слушания музыки с минималистичным дизайном.

- Вкладыши
  - Ink’d; простые недорогие наушники-кнопки для начинающих меломанов.
  - Holua; наушники с деревянным корпусом.
  - Smokin' Buds; недорогие наушники с регулятором громкости на кабеле.
  - Riot; недорогие наушники, указывается, что они обеспечивают глубокие басы и хорошее качество звука.
  - Titan; наушники, напоминающие FMJ, имеют микрофон.
  - 50/50; наушники с микрофоном.
  - Jib; самые дешёвые наушники данного производителя. Несмотря на то, что их перестали выпускать, их всё ещё можно найти в некоторых магазинах.
  - Asym; наушники имеют такое устройство, что позволяют слушателю обернуть кабель вокруг уха.

Другая продукция
- одежда и аксессуары
- динамики

## Спонсорство атлетов
Skullcandy известна отношением с различными спортивными мероприятием отрасли, выступая их спонсором, а также профессиональных спортсменов в сноуборде, лыжах, скейтбординге, вейкбординге, мотокроссе и др. Среди звёзд: Кевин Дюрант, Деррик Роуз и др. В России Skullcandy помогает, в частности, российской сноубордистке, обладательнице Кубка Европы в дисциплине хафпайп (сезон 2011/2012) Алёне Алёхиной.